# Charleroi
Charleroi ([ʃaʁləʁwa], derivado del francés Roi Charles, «Rey Carlos», en valón Tchålerwè) es la mayor ciudad y municipio de Valonia, ubicada en la provincia de Henao, Bélgica. Tiene una población estimada, a inicios de 2021, de 201 837 habitantes. Su área metropolitana comprende un área de 1462 km² y una población total de 201 837 habitantes en 2021,
El municipio está situado entre dos ramales del río Sambre, en una zona marcada por la actividad industrial (siderurgia, cristalería, productos químicos, construcciones eléctricas, construcciones mecánicas). La ciudad está en el centro de una vasta cuenca minera, ahora totalmente abandonada, una vez llamada Pays Noir ("país negro"). Aunque la mayoría de industrias han cerrado desde la década de 1950, la panorámica continuaba todavía identificada por los relaves y las antiguas edificaciones industriales.
La ciudad tiene una importante dimensión cultural gracias a sus numerosos museos y salas de espectáculos. Ha visto nacer muchos talentos como dibujantes de historietas bajo la dirección de su famosa escuela de Marcinelle, cuyas estatuas de los personajes adornan la ciudad.
Después de un largo período de decadencia, la ciudad, bajo el impulso de actores públicos y privados, se reorientó a partir de 2008 e invirtió masivamente, por un lado, en la renovación y creación de infraestructuras y de eventos culturales, mientras restauraba un lugar de iniciativa ciudadana. Por otro lado, invierte en infraestructura, vivienda y servicios con el objetivo de volver a convertirse, en 2025, en un punto estratégico y atractivo para residentes, visitantes e inversionistas.

## Geografía
Charleroi está a unos 50 kilómetros al sur de Bruselas. Sus habitantes son comúnmente conocidos como Carolorégiens o simplemente Carolos.
El municipio comprende:

Municipio de Charleroi.

| - I. el centro de la ciudad de Charleroi |

y los antiguos municipios, que se fusionaron en Charleroi en 1977:
| - II. Damprémy - III. Lodelinsart - IV. Gilly - V. Montignies-sur-Sambre - VI. Couillet - VII. Marcinelle - VIII. Mont-sur-Marchienne | - IX. Marchienne-au-Pont - X. Monceau-sur-Sambre - XI. Goutroux - XII. Roux - XIII. Jumet - XIV. Gosselies - XV. Ransart |

Poblaciones vecinas :
| - a. Les Bons Villers - b. Fleurus - c. Châtelet - d. Gerpinnes - e. Ham-sur-Heure-Nalinnes | - f. Montigny-le-Tilleul - g. Fontaine-l'Évêque - h. Courcelles - i. Pont-à-Celles |

## Historia

### Orígenes
La zona de Charleroi quedó asentada en el periodo prehistórico, con vestigios de actividades comerciales y metalúrgicas junto al río Sambre. Algunos edificios públicos, templos y villas fueron construidos en este lugar durante el periodo del Imperio romano. También se han descubierto diversas sepulturas, con joyas y armas en su interior. La primera mención del lugar por escrito, con el nombre de Charnoy, data del siglo IX y se encontró en la abadía de Lobbes, que ofrece una lista de poblaciones vecinas y zonas donde cobrar el diezmo. Durante la Edad Media, Charnoy fue solo una más de las pequeñas poblaciones de la zona, con no más de cincuenta habitantes, y como parte del Condado de Namur.

### Fundación
La historia de la ciudad comienza en 1664. En la primavera de ese año, Francisco Castel Rodrigo, gobernador de los Países Bajos al servicio de Carlos II de España, que por aquel entonces contaba con tres años, expropió los terrenos a los nobles locales para construir una fortaleza al lado del Sambre. El 3 de septiembre de 1666, el nombre de Charnoy fue oficialmente reemplazado por el de la recién fundada ciudad de Charles-Roy (Rey Carlos), así llamada en honor de Carlos II. El cronograma FVNDATVR CAROLOREGIVM (MDCLVVVI), se puede observar en la entrada. Un año más tarde el ejército de Luis XIV, bajo las órdenes de Turenne, logró tomar la fortaleza. Vauban completó los trabajos de fortificación, asegurándose además su futuro con los privilegios asociados: un puente fue construido sobre el río y el terreno libre fue distribuido entre los habitantes.

### Desde 1666 hasta la revolución belga

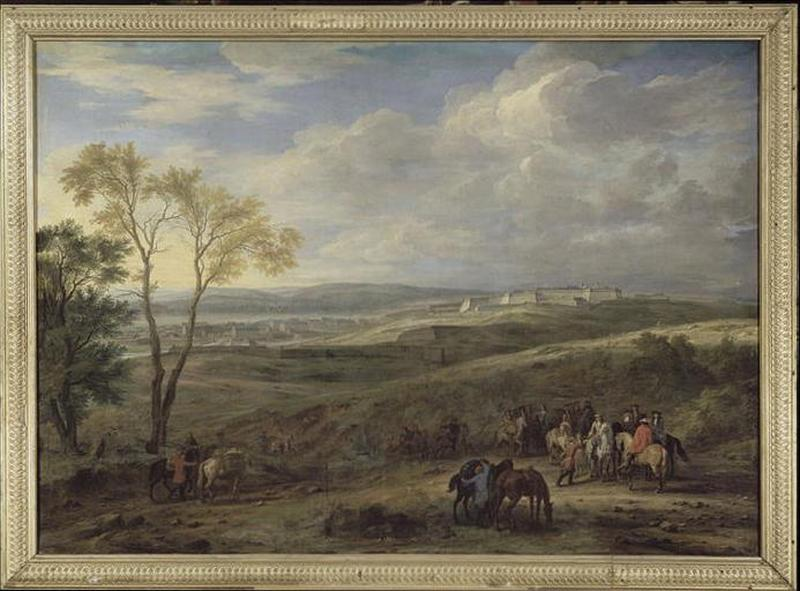
Asedio de Charleroi (1667)

Poco después de su fundación, el 27 de mayo de 1667, la nueva ciudad fue ocupada por las tropas francesas. El Tratado de Aquisgrán de 1668 otorgó la villa a Francia, pero fue cedida a los españoles en 1678 (Tratado de Nimega), tomada por los franceses en 1693, cedida nuevamente a los españoles en 1697 (Tratado de Rijswijk) y posteriormente tomada por las tropas de la Alianza de La Haya en 1706 en la guerra de sucesión española. El Tratado de Baden de 1714 la incluyó en los Países Bajos Austríacos. El príncipe de Conti francés tomó la ciudad nuevamente en 1745, pero fue devuelta a Austria en 1748, iniciando un periodo de prosperidad bajo el mandato de José II. Las industrias del cristal, el acero y el carbón, que venían funcionando desde un siglo antes, florecieron durante este periodo.

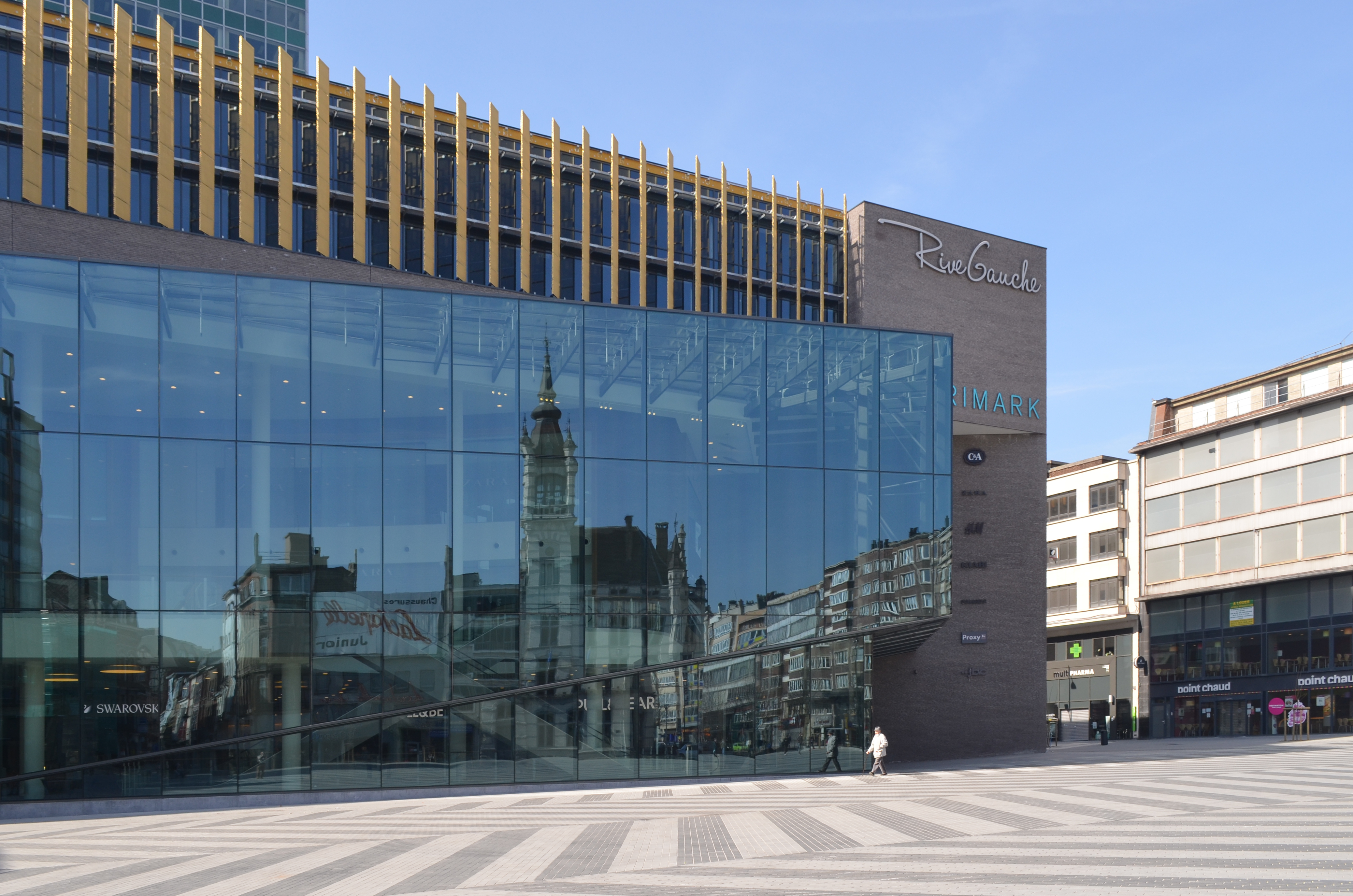
Centro Comercial Rive Gauche visto desde la Place Vert

Los conflictos comenzaron nuevamente en 1790, año de inicio de los conflictos civiles, en aquel momento liderada por los Estados Unidos de Bélgica. Los austriacos tomaron la ciudad, sin embargo fueron expulsados de ella por los franceses tras la batalla de Jemappes el 6 de noviembre de 1792, pero reconquistada tan solo cuatro meses más tarde. El 12 de junio de 1794, el ejército revolucionario francés de Sambre-et-Meuse, bajo las órdenes de Jean-Baptiste Jourdan, estableció su sede en Charleroi y obtuvo una victoria decisiva en la batalla de Fleurus. La ciudad fue conocida bajo el nombre revolucionario de Libre-sur-Sambre hasta 1800. Napoleón permaneció en Charleroi durante un par de días en junio de 1815, justo antes de la batalla de Waterloo. Tras su derrota, toda la zona fue anexionada a los Países Bajos y se construyeron nuevos muros alrededor de la ciudad.

### Desde 1830 hasta la actualidad

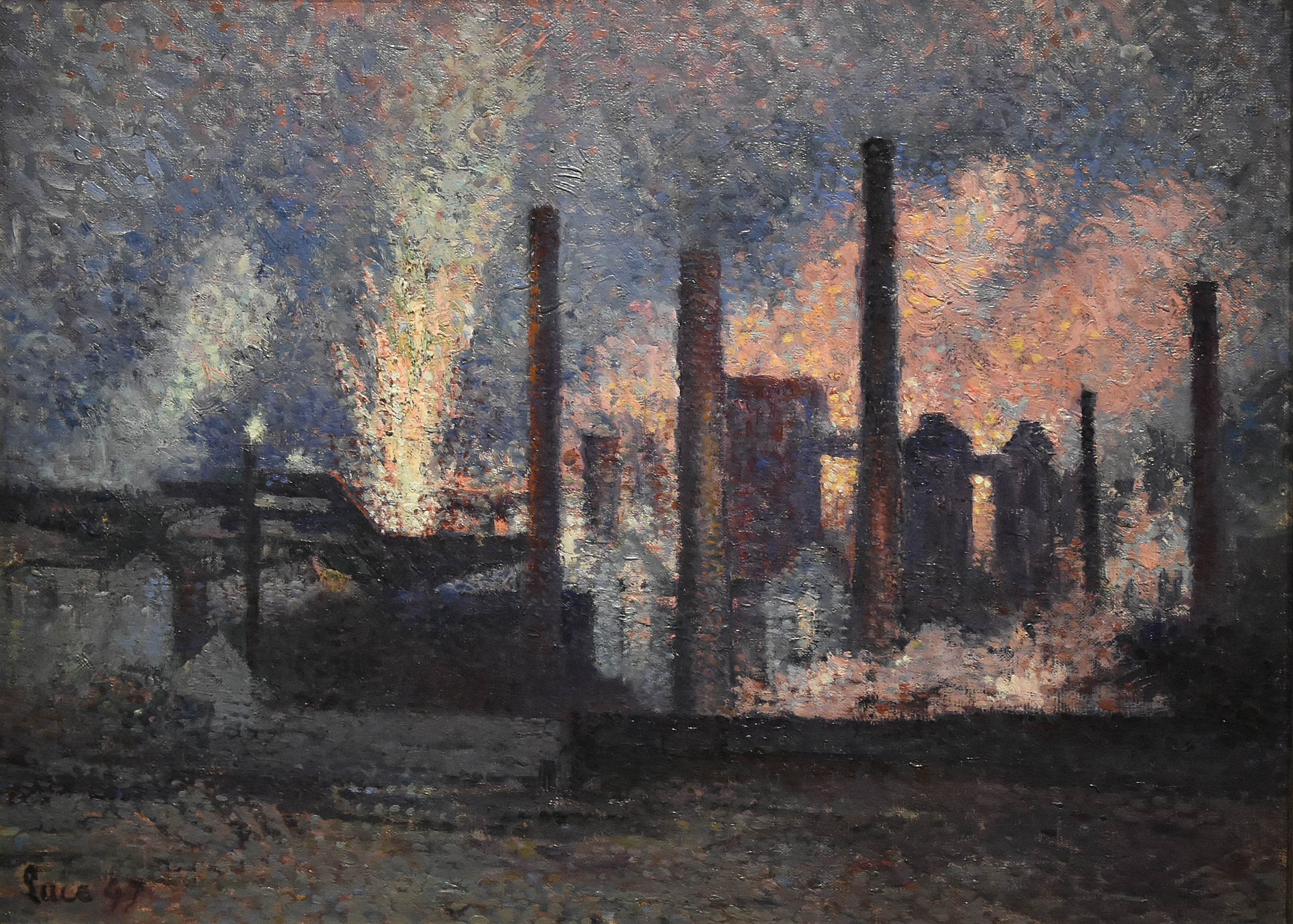
Fábricas cerca de Charleroi hacia finales del en una pintura de Maximilien Luce

La Revolución belga de 1830 otorgó a la zona su libertad respecto de los Países Bajos, introduciéndola además en un nuevo periodo de prosperidad, todavía basada principalmente en las industrias del cristal, la metalurgia y el carbón, denominándose la zona como “país negro” (en francés pays noir). Tras la Revolución Industrial, Charleroi se benefició de un aumento de la productividad de la industria metalúrgica. Gente de toda Europa se vio atraída por las oportunidades económicas que esto representaba y su población creció rápidamente. En 1871, los muros alrededor de la ciudad se vinieron abajo.
Tuvieron lugar duros enfrentamientos durante la Primera Guerra Mundial dada la ubicación estratégica de la ciudad respecto al Sambre. Tras la Segunda Guerra Mundial, Charleroi se vio abocada a un gran declive de su industria pesada. Tras su fusión con varias localidades cercanas en 1977, la ciudad continúa siendo a día de hoy la más grande de Valonia y la cuarta mayor de Bélgica.

### Charleroi, una ciudad en transición: 2008-2025
Charleroi ha entrado en una fase de transición desde 2008, una fase que pretende insuflar nueva vida al centro de la ciudad, que poco a poco se fue desgastando. La ciudad está emprendiendo importantes obras de urbanización con el fin de mejorar su atractivo. Esta dinámica de reconversión económica, ambiental y urbana se apoya en grandes proyectos, entre ellos el proyecto Phénix, finalizado en 2014, que se aplica principalmente a la Ville Basse.
Entre las importantes remodelaciones se encuentran la Place de la Digue y los Muelles de Sambre. También se construyó un nuevo centro de distribución urbana, que permite que los acarreos pesados dejen sus mercancías y luego sean distribuidas por vehículos eléctricos livianos a las empresas de la ciudad. Finalmente, el Placerelle, una construcción híbrida entre un puente y una plaza, se instaló sobre el Sambre con el objetivo de crear una continuidad entre el bulevar Tirou, el centro multimedia Quai10 y la orilla sur del Sambre, donde se encuentra la estación de tren y la estación de metro y autobús.
El otro gran proyecto, con una financiación privada de más de 200 millones de euros, es el proyecto Rive Gauche, cuyo objeto es la implantación de un centro comercial acompañado de viviendas y oficinas en la Ville Basse. Fue en el marco de este proyecto y tras varios recursos ante el Consejo de Estado interpuestos por los propietarios que finalmente se inició el derribo de las columnatas el 10 de febrero de 2015.

## Demografía
Todos los datos históricos relativos al actual municipio, el siguiente gráfico refleja su evolución demográfica, incluyendo municipios después de efectuada la fusión el 1 de enero de 1977.
| Gráfica de evolución demográfica de Charleroi entre 1846 y 2021 |
|                                                                 |

## Política

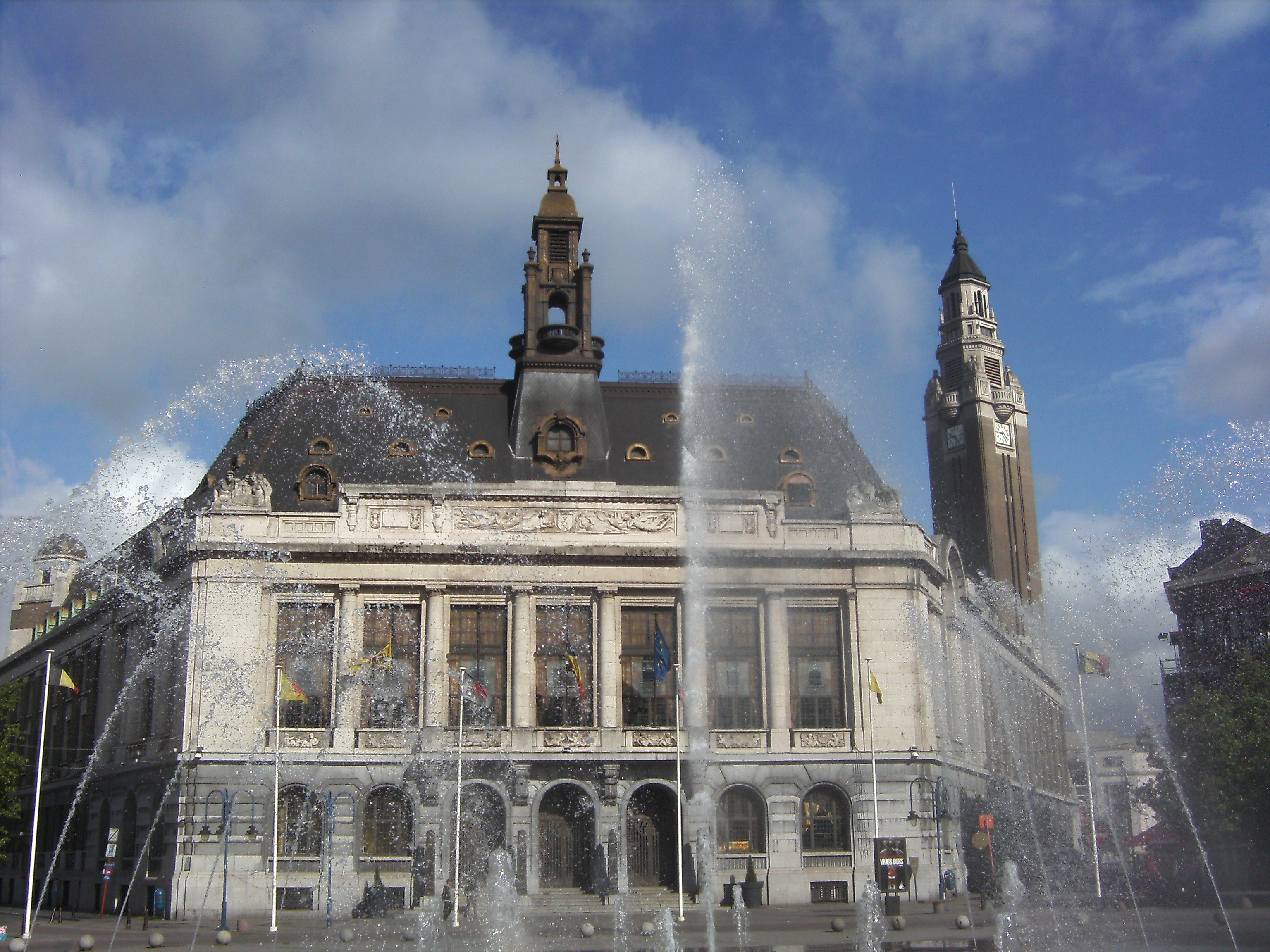
Ayuntamiento de Charleroi

El Partido Socialista (Parti Socialiste o PS) ostentó la mayoría absoluta durante varios años. Sin embargo, en octubre de 2006, el alcalde socialista Jacques Van Gompel fue encarcelado por fraude y malversación de fondos. Léon Casaert, también del PS, se convirtió en el nuevo alcalde, con la mayoría del conjunto PS, MR, cdH. El MR se apeó de la coalición justo antes de las elecciones generales de 2007, tras la publicación oficial de delitos del gobierno socialista en Charleroi. Tras las elecciones generales de 2007, el PS cerró totalmente su oficina local, a pesar de mantenerse en el poder. El alcalde Casaert fue acusado de fraude el 18 de junio de 2007, pero tan solo dimitió una vez se hubo formado otro nuevo ejecutivo.

### Elecciones municipales
| Party                                                     | 2000 (%) | 2006 (%) |
| --------------------------------------------------------- | -------- | -------- |
| Partido Socialista (Parti Socialiste)                     | 51,4     | 38,4     |
| Movimiento Reformador (Mouvement Réformateur)             | 16,1     | 24,6     |
| Centro Democrático Humanista (Centre Démocrate Humaniste) | 9,6      | 14,4     |
| Frente Nacional (Front National)                          | 6,9      | 9,5      |
| Ecolo                                                     | 11,4     | 8,1      |

## Economía
El municipio cuenta con un área industrial, con un sector secundario centrado en el hierro y el acero, cristaleras, químicas, y aparatos de ingeniería eléctrica. Charleroi está en el centro de una zona rica en extracciones de carbón, llamada Pays noir.

## Lugares de interés
- El campanario está incluido en la lista de lugares que son Patrimonio de la Humanidad.
- La Maison Dorée fue construida en 1899 por el arquitecto de art nouveau Alfred Frère. El nombre de este edificio procede del esgrafiado dorado que adorna la fachada.
- La ciudad también aloja diversos museos (finas artes, cristal y Museo de la Fotografía de Charleroi).

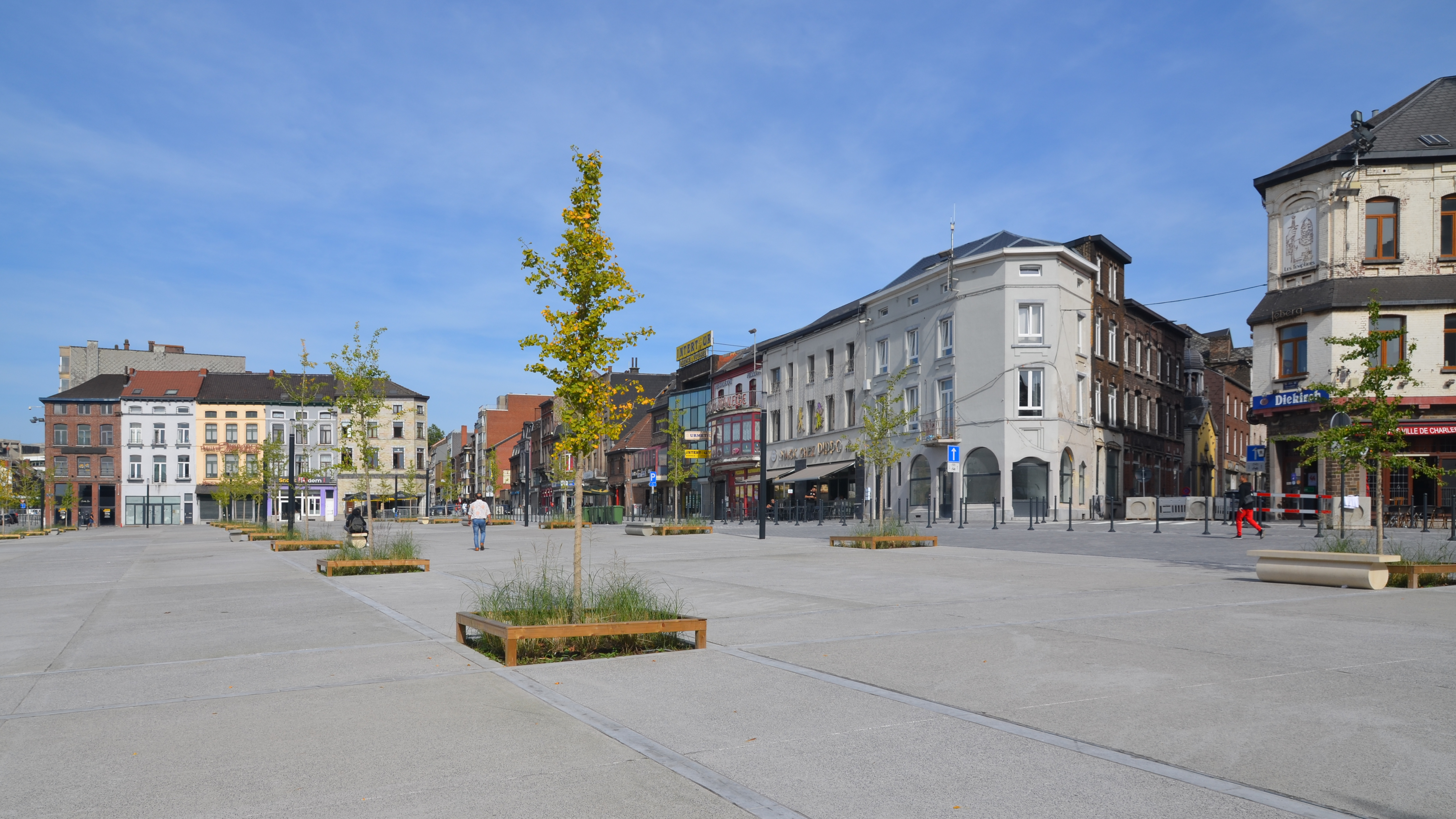
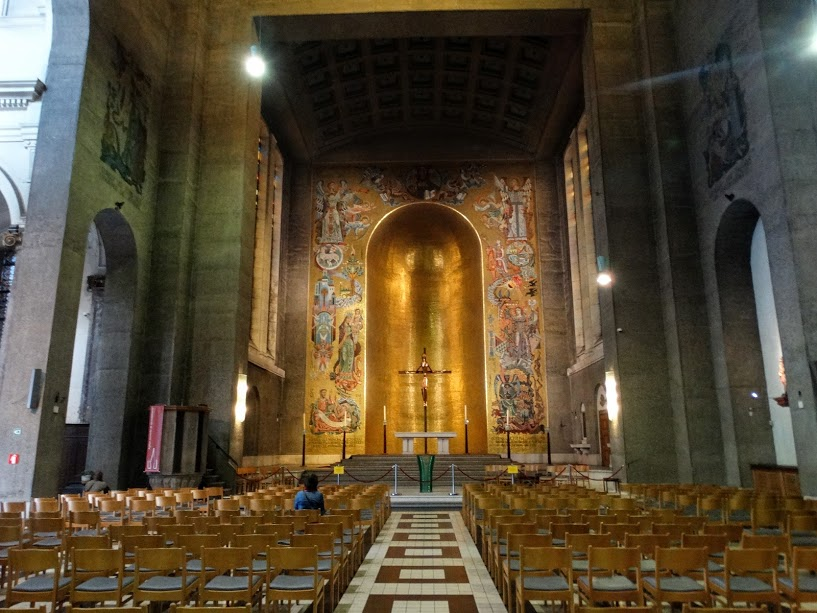
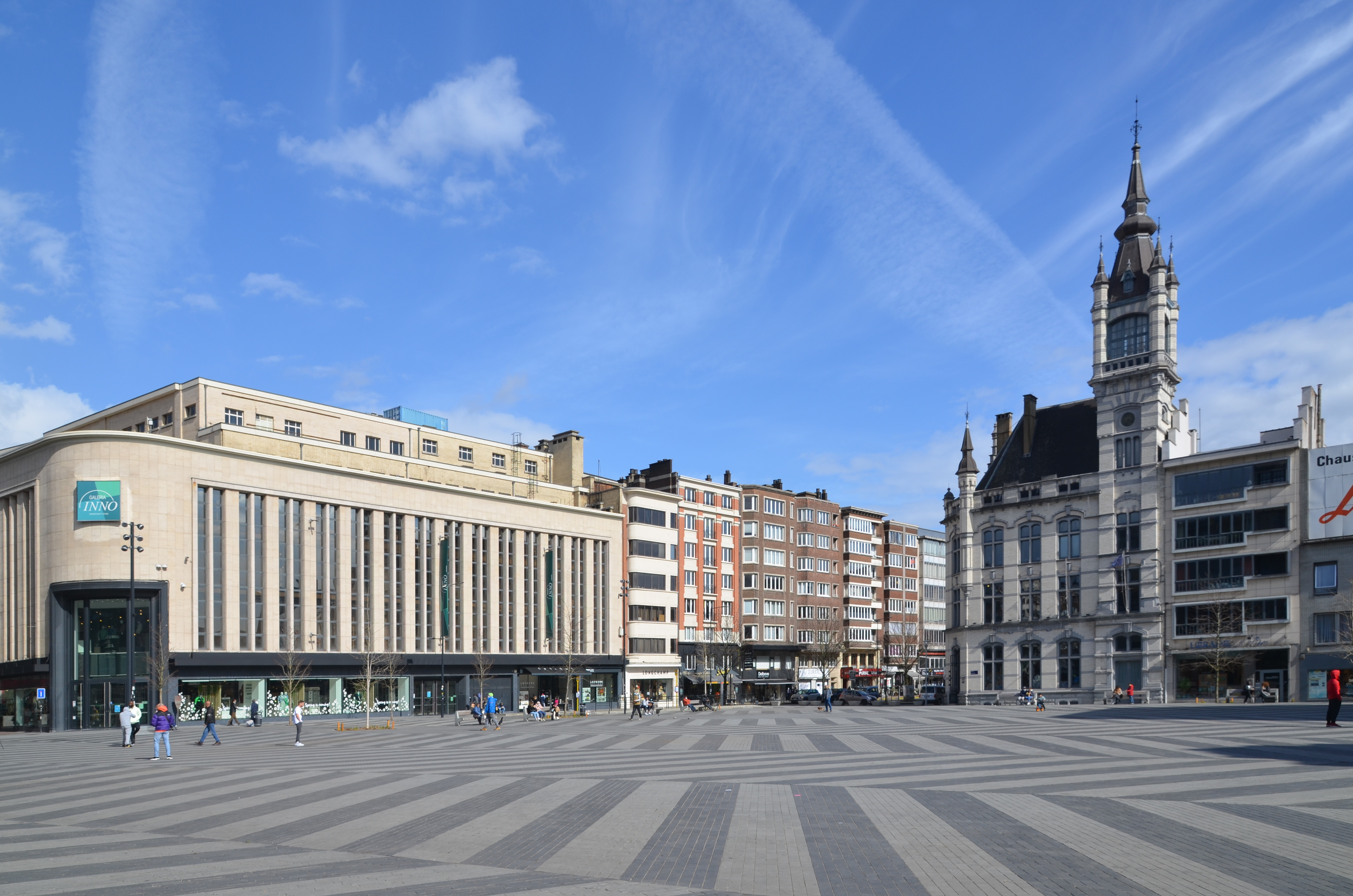
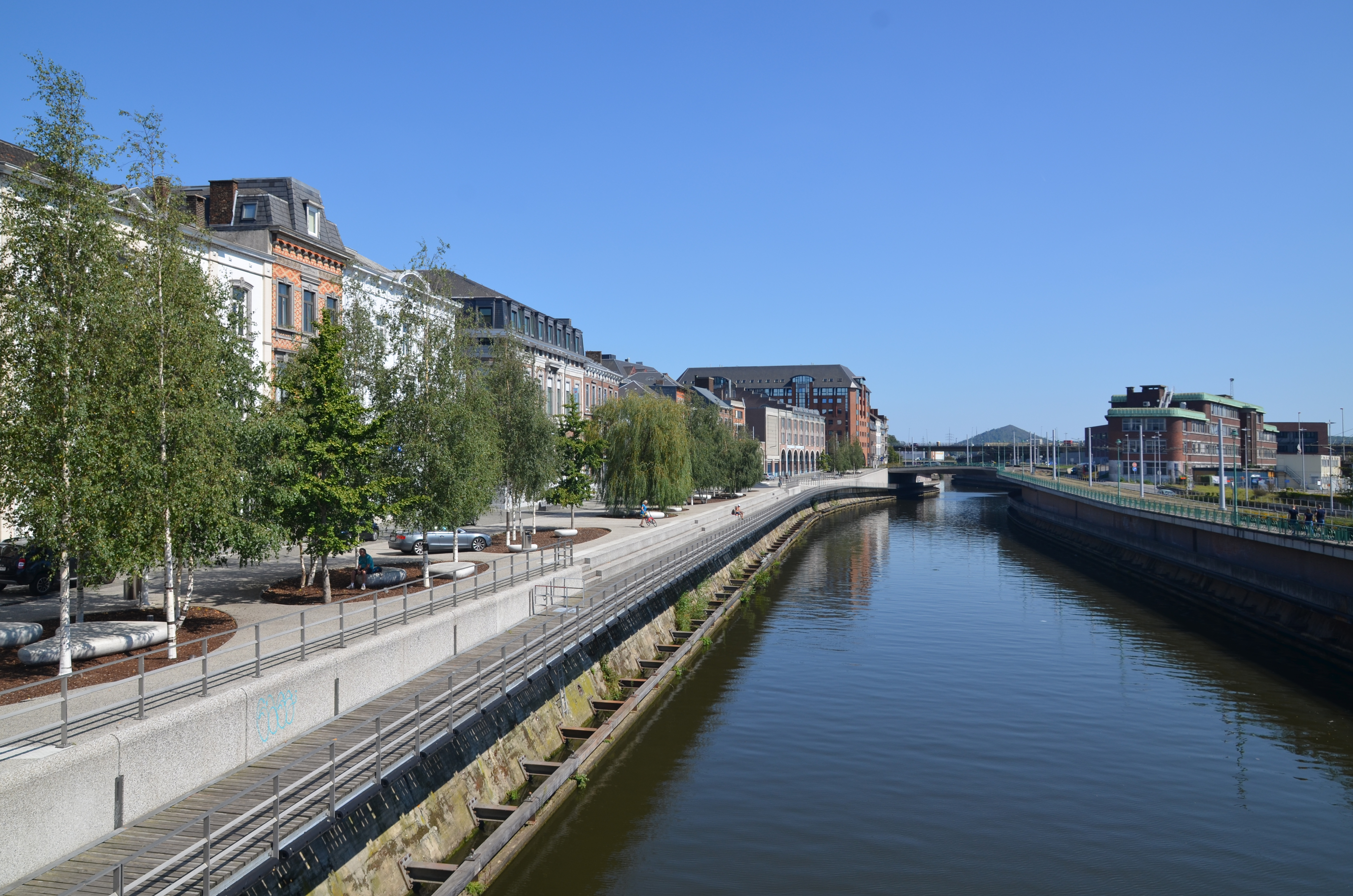
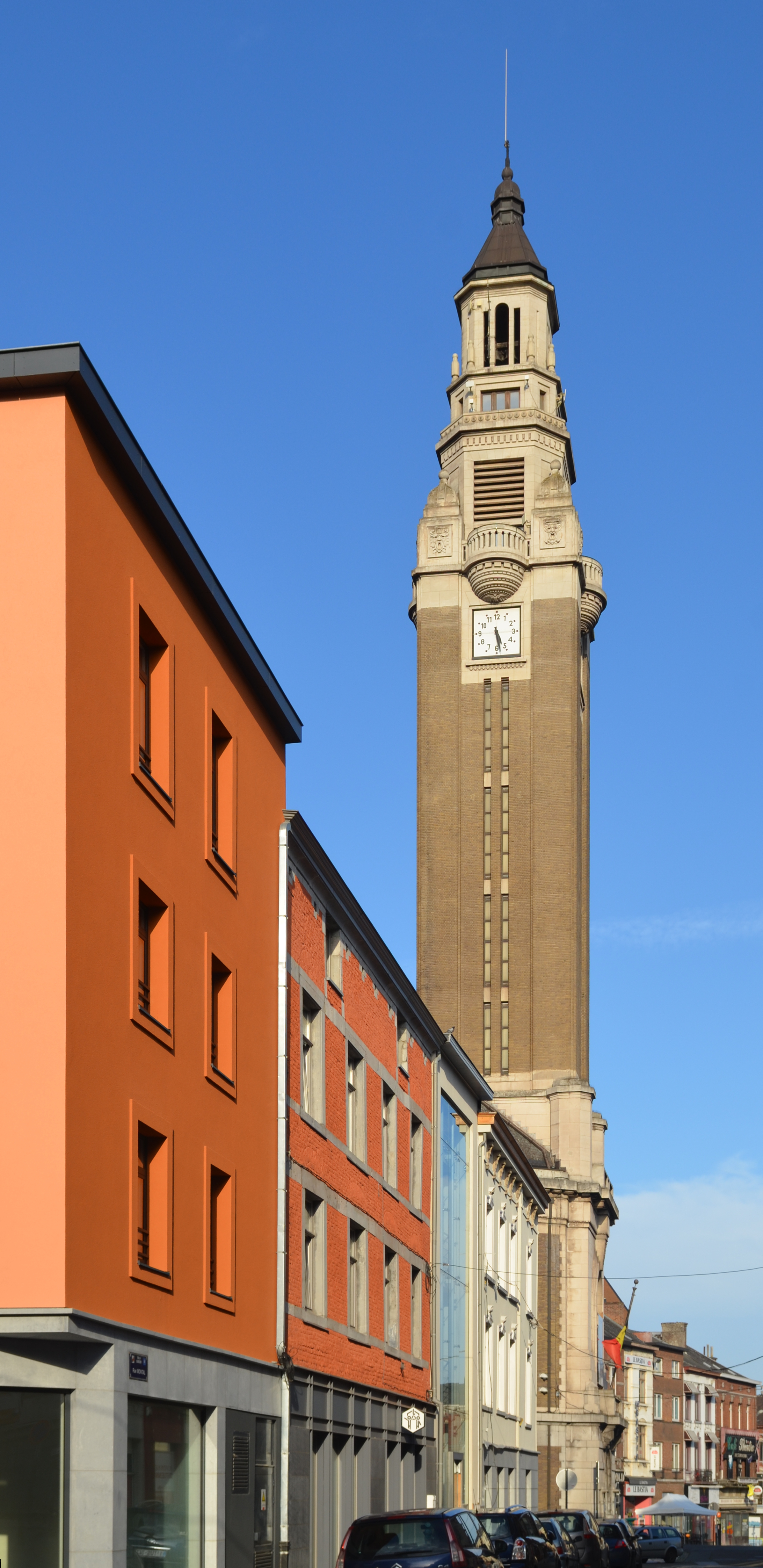
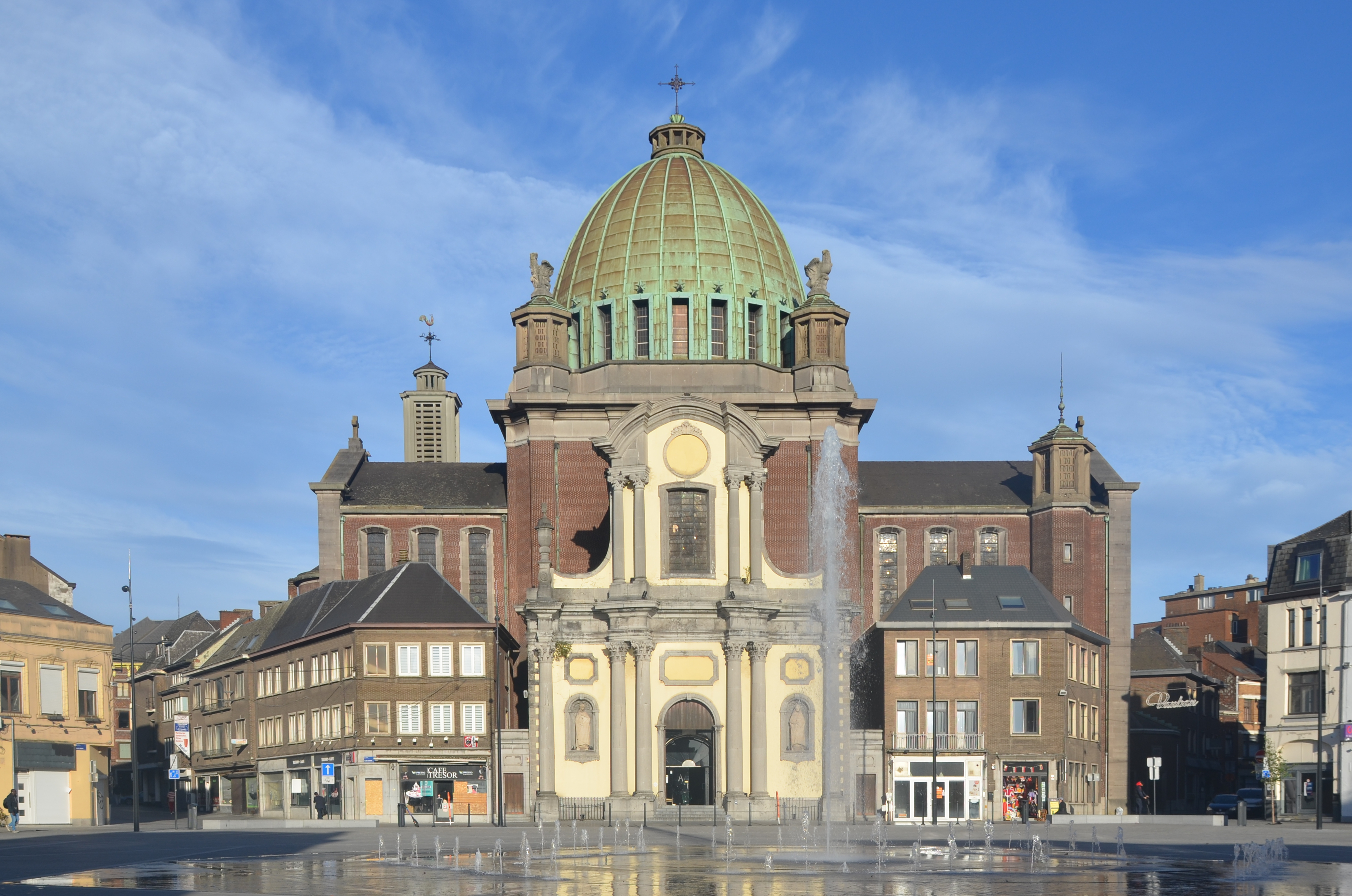

## Deportes
Charleroi fue sede de la Eurocopa 2000
| Equipo                        | Deporte    | Competición                 | Estadio                    | Creación |
| ----------------------------- | ---------- | --------------------------- | -------------------------- | -------- |
| Royal Charleroi Sporting Club | Fútbol     | Primera División de Bélgica | Stade du Pays de Charleroi | 1904     |
| Spirou Charleroi              | Baloncesto | Ligue Ethias                | Spiroudome                 | 1989     |

## Transportes

### Aéreo

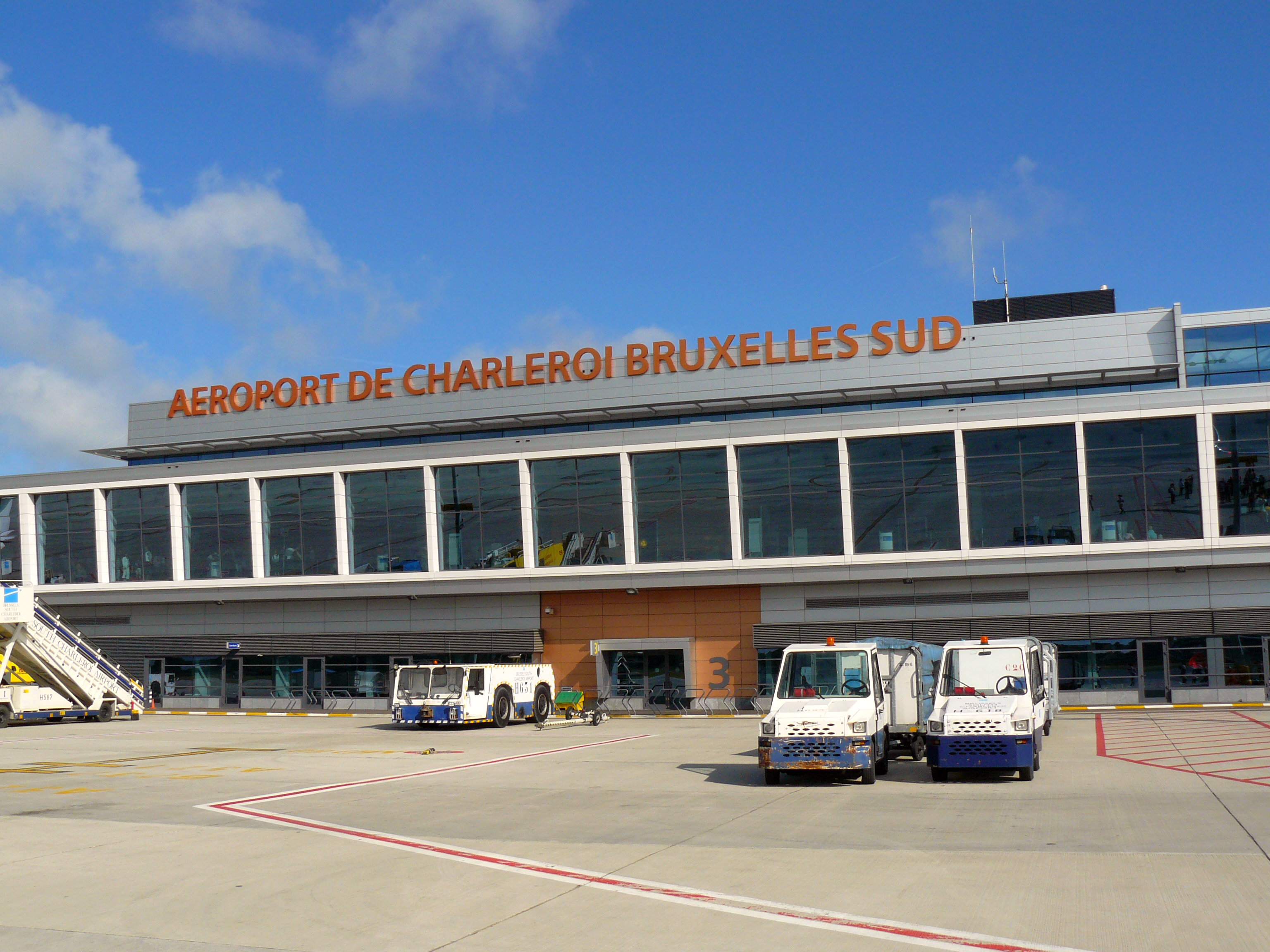
Aeropuerto de Charleroi

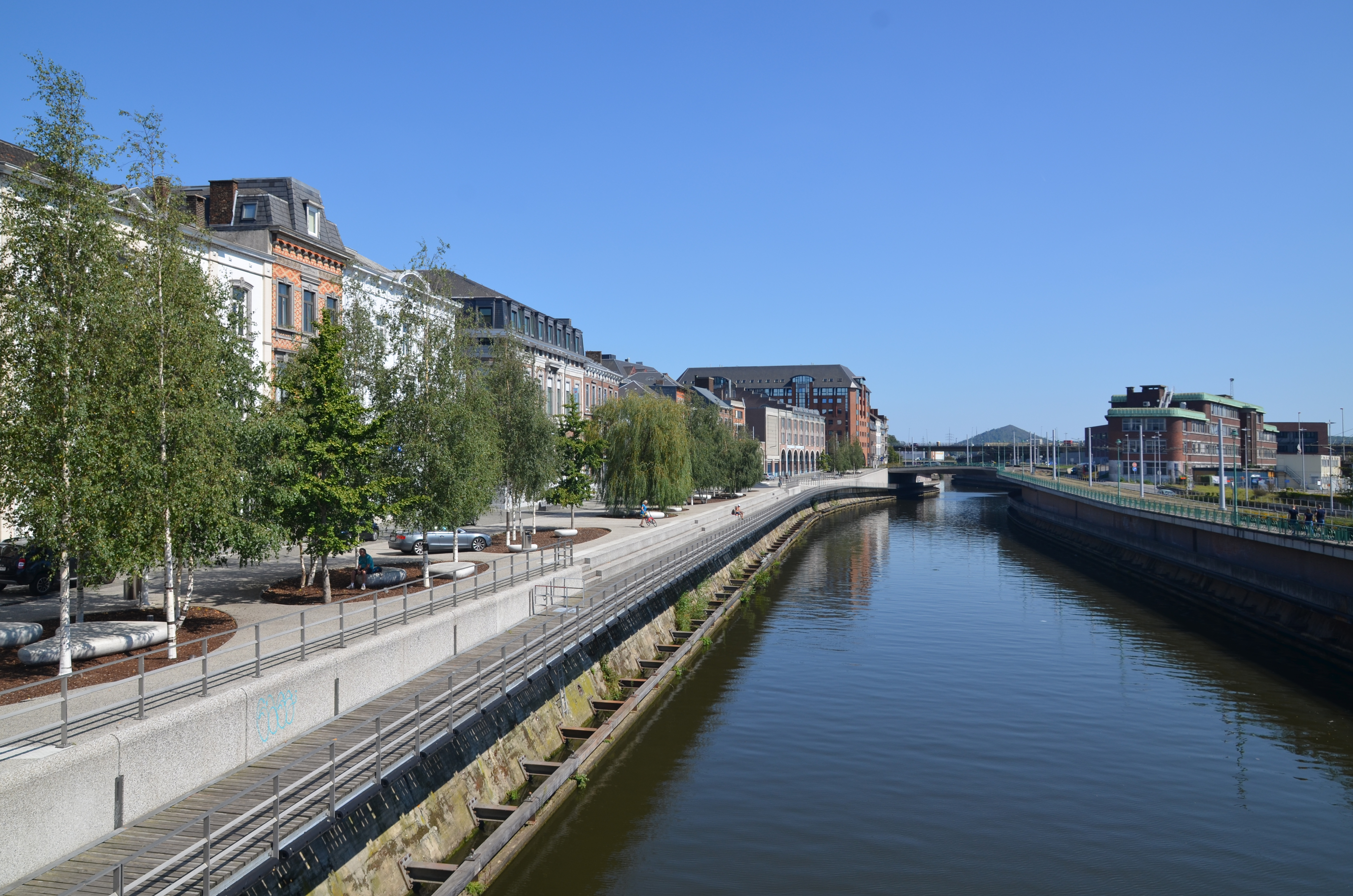
Quai Arthur Rimbaud y Quai de Sambre en agosto de 2019

El aeropuerto de Bruselas-Sur-Charleroi en Gosselies, a 7 km al norte del centro, fue inaugurado en 1919 como escuela de vuelo. Más tarde, este aeropuerto albergó la factoría de construcción de los aviones Fairey bajo licencia.
Gosselies es actualmente utilizado como aeropuerto alternativo a Bruselas. La aerolínea de bajo coste Ryanair es la mayor aerolínea operadora en el aeropuerto, junto con vuelos de Wizz Air, Jet4you y (durante los veranos solo) On Air (aerolínea). Los vuelos chárter vacacionales también acostumbran a utilizar este aeropuerto.
Se inauguró una nueva terminal en enero de 2008, reemplazando a la anterior edificación que ya se había quedado pequeña al superar su capacidad desde hacía bastante tiempo.
Bruselas se encuentra a 47 km al norte del aeropuerto de Charleroi.

### Férreo
La estación de Charleroi-Sud es la principal estación de la ciudad. Posee conexiones IC y R de la SNCB. Además, es el epicentro de 4 líneas de cercanías, denominadas S-Trein, que la unen con las principales áreas urbanas del área metropolitana.

### Metro
La red de Metro de Charleroi se compone de cuatro líneas que conectan la ciudad y ciudades cercanas. Parte de la red es famosa por usar uno de los restantes sistemas de tranvía estrecho, el antiguo sistema belga de tranvías nacionales.

### Autobús
El transporte público está operado por TEC (Transport En Commun), la compañía de transporte público valona. La gran región de Charleroi está servido por más de 100 líneas de autobús de esta compañía, además de otras procedentes de las compañías de transporte de áreas cercanas.